# محوطه کاناکلش
محوطه کاناکلش مربوط به سده‌های اولیه دوران‌های تاریخی پس از اسلام است و در شهرستان نمین، بخش عنبران، روستای کلش واقع شده و این اثر در تاریخ ۲۳ شهریور ۱۳۸۲ با شمارهٔ ثبت ۱۰۰۲۵ به‌عنوان یکی از آثار ملی ایران به ثبت رسیده است.